# Jia Chong
Jia Chong (chinesisch 贾充, Pinyin Jiǎ Chōng; * 217; † 282), Großjährigkeitsname Gōnghé (chinesisch 公闔), formell Fürst Wu von Lu (chinesisch 魯武公, Pinyin Lǔ Wǔgōng) war ein General der Wei-Dynastie zur Zeit der Drei Reiche im alten China. Unter der Herrschaft des Jin-Kaisers Wu war er einer der höchsten Beamten.

## Frühes Leben und Wei-Karriere
Jia Chongs Vater war der verdiente Wei-General Jia Kui. Er blieb lange ohne Kinder und freute sich im Alter umso mehr über die Geburt seines Sohnes. Jia Chong erbte den Marquistitel seines Vaters nach dessen Tod und diente dann den Regenten Sima Shi und Sima Zhao. 257 wurde er von Sima Zhao beauftragt, die Gesinnung des Generals Zhuge Dan zur Sima-Familie zu erkunden. Als Jia Chong vor Zhuge Dan von Sima Zhao schwärmte, wies dieser ihn zurück, und zurück in der Hauptstadt Luoyang warnte Jia Chong den Regenten, dass Zhuge Dan sich nicht unterwerfen werde. Sima Zhao berief Zhuge Dan deshalb in die Hauptstadt, aber der General begann einen Aufstand, der bald erstickt wurde. Fortan hielt Sima Zhao große Stücke auf Jia Chong.
Im Jahre 260 versuchte der Kaiser Cao Mao erzürnt von Sima Zhaos Einflussnahme einen Staatsstreich gegen den Regenten. Sima Fous (chinesisch 司馬伷) Truppen konnten nichts ausrichten, aber Jia Chong stellte sich dem Kaiser in den Weg. Schließlich ermächtigte er seinen Offizier Cheng Ji (chinesisch 成濟), den Kaiser zu töten. Das Volk verlangte die Hinrichtung der beiden, und Sima Zhao entschied sich nach reiflicher Überlegung, Cheng Ji mitsamt seiner Familie hinrichten zu lassen, Jia Chong aber zu verschonen.
Auch in der Niederschlagung des Aufstands von Zhong Hui im Jahre 264 spielte Jia Chong eine wichtige Rolle. Er erhielt den Auftrag, sich Zhong Hui entgegenzustellen, sollte dieser einen Angriff auf die Hauptstadt versuchen. Zhong Hui wurde jedoch bald von seinen eigenen Männern verraten und getötet.

## Jin-Karriere
Auch nachdem Sima Yan 265 den letzten Wei-Kaiser Cao Huan abgesetzt und die Jin-Dynastie gegründet hatte, war Jia Chong eine der Schlüsselfiguren am Hof. Er wurde zum Fürsten von Lu ernannt und vom Kaiser mit der Ausarbeitung des Strafrechts für das Reich Jin beauftragt, das ursprünglich wesentlich milder als das der Wei-Dynastie gewesen sein soll. Allerdings profitierten nur die Adligen von den Gesetzen, da sie ungleich ausgeführt wurden.
Die Beamten Ren Kai (chinesisch 任愷) und Yu Chun (chinesisch 庾純) waren Jia Chongs erklärte Feinde am Hof. 271 brachten sie es fertig, ihn zum Kampf gegen den Xianbei-Herrscher Tufa Shujineng (chinesisch 禿髮樹機能) senden zu lassen. Jia Chong konnte dies jedoch abwenden, indem er seine Frau veranlasste, der Kaiserin Yang Yan zu schmeicheln und ihr seine Tochter Jia Nanfeng als Kronprinzessin vorzuschlagen. Die Verbindung kam zustande, und Jia Nanfeng heiratete den in seiner Entwicklung gestörten Kronprinzen Sima Zhong. Ein Jahr später zahlte Jia Chong es seinen Widersachern heim und ließ sie aus der Regierung ausschließen.
Als Kaiser Wu 279 bereit war, das Reich Wu zu erobern, riet Jia Chong ihm davon ab und warnte, dass Wu zu groß und zu unwegsam für eine Invasion sei. Der Kaiser hörte ihm nicht zu und zwang ihn sogar, den sechszügigen Angriff anzuführen. Andernfalls werde er, der Kaiser selbst, den Angriff führen. Jia Chong fügte sich, rückte jedoch zögerlich mit der Armee vor. Nach einigen nennenswerten Erfolgen im Jahr 280 bat Jia Chong erneut, den Feldzug abbrechen zu dürfen. Er hatte bereits die westliche Hälfte des Wu-Reiches eingenommen. Als seine Bittschrift an den Kaiser gerade unterwegs war, ergab sich ihm der Wu-Kaiser Sun Hao. Jia Chong war über seine falsche Einschätzung der Lage beschämt und bot seinen Rücktritt an, aber Kaiser Wu lehnte ab und belohnte ihn stattdessen für seinen glänzenden Erfolg.

## Familienleben
Jia Chongs erste Gemahlin Li war die Tochter von Li Feng (chinesisch 李豐) den Sima Shi 254 verdächtigte, sich mit dem Kaiser Cao Fang gegen ihn verschworen zu haben. Als Li Feng im selben Jahr hingerichtet wurde, hatte Frau Li zwei Töchter: Jia Bao (chinesisch 賈褒) und Jia Yu (chinesisch 賈裕). Um seine Treue zur Sima-Familie zu beweisen, verstieß Jia Chong seine Gemahlin, die verbannt wurde. Seine zweite Gemahlin Guo Huai (chinesisch 郭槐), die er bald darauf heiratete, gebar ihm zwei weitere Töchter, Jia Nanfeng und Jia Wu (chinesisch 賈午), und einen Sohn, Jia Limin (chinesisch 賈黎民). Allerdings sollte dieser bald an der Eifersucht seiner Mutter zugrunde gehen. Eines Tages, als die Amme den Zweijährigen im Arm hielt, kehrte Jia Chong von der Arbeit heim und herzte seinen Sohn. Guo Huai sah dies und vermutete dahinter eine Affäre zwischen ihrem Gatten und der Amme. Sie tötete die vermeintliche Nebenbuhlerin, und ihr Sohn war über den Verlust der Amme zu unglücklich, dass er bald darauf erkrankte und starb. Jia Chong war damit ohne Erben.
Nachdem er den Thron bestiegen hatte, verkündete Kaiser Wu eine Generalamnestie, die es Jia Chongs erster Gemahlin erlaubte, zurückzukehren. Weil er vermutete, dass Jia Chong sie gern wieder heiraten würde, gestattete der Kaiser ihm, zwei Gemahlinnen zu haben. Aber Jia Chong lehnte aus Furcht vor seiner zweiten Gemahlin ab und ließ sich auch von seinen älteren Töchtern nicht erweichen. Er ließ seiner geschiedenen Frau ein Anwesen errichten, besuchte sie jedoch niemals. Guo Huai ließ das Anwesen aus Misstrauen rund um die Uhr überwachen, um ihren Gemahl zu ertappen. Einmal besuchte sie Frau Li selbst, aber sie stolperte auf der Schwelle und fiel ihr vor die Füße. Nach diesem Faux pàs ließ sie sich nie mehr dort sehen.
Nachdem seine Tochter Jia Nanfeng Kronprinzessin geworden war, vermählte Jia Chong auch seine älteste Tochter Jia Bao mit einem Prinzen: Sima You, dem jüngeren Bruder des Kaisers Wu, der für den Begabtesten der Prinzen gehalten wurde. Als Kaiser Wu einst erkrankte, hofften Volk und Beamte, dass er Sima You zu seinem Thronerben ernennen möge. Xiahou He (chinesisch 夏侯和), der Bürgermeister von Luoyang, bat Jia Chong, den Kaiser persönlich darum zu bitten, aber Jia Chong lehnte ab.

## Tod
Als Jia Chong 282 schwer erkrankte, gewährte der Kaiser ihm die Gunst eines Besuchs des Kronprinzen. Nach seinem Tod versuchte Guo Huai, ihren Sohn Jia Limin postum Jia Wus Sohn Han Mi (chinesisch 韓謐) adoptieren zu lassen, damit dieser das Fürstentum Lu erbe. Obwohl dieser Wunsch sehr ungewöhnlich war, gab Kaiser Wu ihm statt. Der Beamte Qin Xiu (chinesisch 秦秀), der die postumen Namen der höheren Beamten auswählte, schlug deswegen für Jia Chong Huang (chinesisch 荒 – „der das Recht verdreht“) vor, aber der Kaiser änderte es zu Wu (chinesisch 武 – „kriegerisch“).
Als Frau Li verstarb, wollte Jia Nanfeng, inzwischen Kaiserin, ihr kein Begräbnis bei ihrem Gemahl gewähren. Dies wurde Frau Li erst nach der Absetzung und Vergiftung der Kaiser (300) zuteil. Vermutlich wurde Guo Huai zunächst bei ihrem Gemahl begraben; ob ihr Leichnam dort auch nach 300 verblieb, ist unklar.
| Personendaten    | Personendaten              |
| ---------------- | -------------------------- |
| NAME             | Jia Chong                  |
| ALTERNATIVNAMEN  | Gonghe, Fürst Wu von Lu    |
| KURZBESCHREIBUNG | Politiker der Wei-Dynastie |
| GEBURTSDATUM     | 217                        |
| GEBURTSORT       | China                      |
| STERBEDATUM      | 282                        |
| STERBEORT        | China                      |